# 艾盖拉格
艾盖拉格，是匈牙利巴兰尼亚州所辖的一个村。总面积13.01平方公里，总人口994，人口密度76.4人/平方公里（2011年1月1日）。